# Dichlordiphenyldichlorethan
p,p′-Dichlordiphenyldichlorethan (p,p′-DDD) ist eine chemische Verbindung. Es wurde als Insektizid verwendet und ist zudem auch ein Metabolit des verwandten Insektizids DDT.

## Geschichte
In den 1940er- und 1950er-Jahren wurde p,p′-DDD zur Bekämpfung der Larven der Stechmückenart Clear Lake gnat im Wasser des Clear Lake in Kalifornien ausgebracht. Die Anwendungen führten jeweils nur zu einer Konzentration von einigen ppb p,p′-DDD im Seewasser und töteten rund 99 % der Mückenlarven im Seeschlamm. Das ausgebrachte p,p′-DDD reicherte sich durch Biomagnifikation jedoch über die Nahrungskette an und führte zum Zusammenbruch des Renntaucher-Bestands an diesem See. Im Plankton war die p,p′-DDD-Konzentration bereits rund 265 mal so hoch wie im Wasser, bei Raubfischen und Vögeln war sie etwa um den Faktor 85 000 erhöht. So enthielt analysiertes Körperfett verendeter Renntaucher rund 1600 ppm p,p′-DDD.

Reduktive Dechlorierung von DDT zu DDD
In der Umwelt und in Organismen kann DDD durch eine reduktive Dechlorierung aus DDT entstehen.

## Gewinnung und Darstellung
p,p′-DDD wurde durch Kondensation von Dichloracetaldehyd mit Chlorbenzol hergestellt. In technischem DDT ist p,p′-DDD je nach Quelle mit 0,3 % oder < 4 % enthalten.

Synthese von Dichlordiphenyldichlorethan

## Verwendung
p,p′-DDD wurde als Insektizid verwendet. Produktionszahlen sind nicht bekannt, es hatte jedoch keine große Bedeutung.
Das Isomer o,p′-DDD wurde in der Veterinärmedizin unter dem Wirkstoffnamen Mitotan zur Behandlung des Cushing-Syndroms bei Hunden eingesetzt, hat jedoch aufgrund seiner toxischen Eigenschaften gegenüber moderneren Wirkstoffen wie Trilostanen keine Bedeutung mehr. Es gibt auch kein in der EU zugelassenes Tierarzneimittel mit diesem Wirkstoff. In der Humanmedizin kann Mitotan zur Behandlung eines fortgeschrittenen Nebennierenrindenkrebses eingesetzt werden.